# مليغط (مشرحات)
مليغاة (بالفارسية: ملی‌گت) هي قرية تقع في إيران في قسم مشرحات الريفي. يقدر عدد سكانها بـ 314 نسمة بحسب إحصاء 2016.